# Eutichurus ferox
Eutichurus ferox là một loài nhện trong họ Miturgidae.
Loài này thuộc chi Eutichurus. Eutichurus ferox được Eugène Simon miêu tả năm 1897.